# Diskografie Martina Solveiga
Toto je seznam vydané diskografie francouzského diskžokeje Martina Solveiga.

## Alba

### Studiová alba
| Sur la Terre                                                                            | - Vydáno: 17. června 2002 - Vydavatelství: Penso Positivo    | —  | —  | —  | —  | —  | —  |
| Suite                                                                                   | - Vydáno: 24. června 2003 - Vydavatelství: Penso Positivo    | 84 | —  | —  | —  | —  | —  |
| Hedonist                                                                                | - Vydáno: 12. září 2005 - Vydavatelství: Penso Positivo      | 43 | 99 | —  | —  | —  | —  |
| C'est la Vie                                                                            | - Vydáno: 28. října 2008 - Vydavatelství: Temps D'Avance     | 16 | 99 | 23 | —  | 59 | —  |
| Smash                                                                                   | - Vydáno: 6. června 2011 - Vydavatelství: Mercury Records    | 18 | —  | 37 | 84 | 77 | 22 |
| Back to Life                                                                            | - Vydáno: 20. října 2023 - Vydavatelství: Virgin EMI Records | —  | —  | —  | —  | —  | —  |
| "—" značí, že se nahrávka neumístila v hitparádách nebo v tomto území ani nebyla vydána |                                                              |    |    |    |    |    |    |

### Kompilační alba
| Název  | Detaily o albu                              | Umístění v hitparádách | Umístění v hitparádách | Umístění v hitparádách |
| Název  | Detaily o albu                              | FRA                    | BEL (Fl)               | SWI                    |
| ------ | ------------------------------------------- | ---------------------- | ---------------------- | ---------------------- |
| So Far | - Vydáno: 2006 - Vydavatelství: Interowners | 38                     | 100                    | 85                     |

## Singly

### Jako hlavní umělec
| "Madan" (se Salif Keita)                                                                | 2003 | 37 | —  | —  | 64 | —  | 17 | 87 | 66 | —   | —  | | Sur la Terre   |
| "Rocking Music"                                                                         | 2004 | 47 | 39 | —  | 64 | —  | —  | 82 | —  | 35  | —  | | Sur la Terre   |
| "I'm a Good Man"                                                                        | 2004 | —  | —  | —  | —  | —  | —  | —  | —  | 57  | —  | | Sur la Terre   |
| "Everybody" (feat. Lee Fields)                                                          | 2005 | 37 | 33 | —  | 27 | —  | —  | —  | —  | 22  | —  | | Hedonist       |
| "Jealousy" (feat. Lee Fields)                                                           | 2006 | 36 | —  | —  | 40 | —  | 29 | —  | 60 | 62  | —  | | Hedonist       |
| "Rejection"                                                                             | 2007 | 34 | —  | —  | 52 | —  | 23 | —  | 55 | —   | —  | | Hedonist       |
| "C'est la Vie"                                                                          | 2008 | —  | —  | —  | 59 | —  | —  | —  | 63 | —   | —  | | C'est la Vie   |
| "I Want You" (feat. Lee Fields)                                                         | 2008 | 59 | —  | —  | 37 | —  | —  | —  | —  | —   | —  | | C'est la Vie   |
| "One 2.3 Four"                                                                          | 2008 | —  | —  | —  | 57 | —  | —  | —  | —  | —   | —  | | C'est la Vie   |
| "Boys & Girls" (feat. Dragonette)                                                       | 2009 | 17 | —  | —  | —  | —  | —  | —  | —  | —   | —  | | C'est la Vie   |
| "Hello" (s Dragonette)                                                                  | 2010 | 5  | 13 | 1  | 2  | 5  | 1  | 1  | 10 | 13  | 46 | - ARIA: 2× Platinum - BEA: Platinum - BVMI: 3× Gold - FIMI: Platinum - IFPI SWI: Platinum - BPI: Gold - RIAA: Platinum | Smash          |
| "Ready 2 Go" (feat. Kele)                                                               | 2011 | 20 | —  | 49 | 41 | 45 | —  | 52 | 70 | 48  | —  | | Smash          |
| "Big in Japan" (s Dragonette feat. Idoling)                                             | 2011 | —  | —  | —  | 72 | —  | —  | —  | —  | 118 | —  | | Smash          |
| "The Night Out"                                                                         | 2012 | 78 | —  | —  | 22 | 71 | —  | —  | —  | 36  | —  | | Smash          |
| "Hey Now" (s The Cataracs feat. Kyle)                                                   | 2013 | 55 | —  | 8  | 43 | 10 | —  | —  | 38 | —   | —  | - BVMI: Gold | Singly bez alb |
| "Blow" (s Laidback Luke)                                                                | 2014 | —  | —  | —  | 80 | —  | —  | —  | —  | —   | —  | | Singly bez alb |
| "Intoxicated" (s GTA)                                                                   | 2015 | 15 | 81 | 23 | 8  | 11 | —  | 11 | 33 | 5   | —  | - BEA: Platinum - BPI: Platinum - BVMI: 3× Gold - FIMI: Platinum                                                       | Singly bez alb |
| "+1" (feat. Sam White)                                                                  | 2015 | 31 | —  | —  | 49 | 38 | —  | 76 | —  | 51  | —  | - BPI: Silver - BVMI: Gold                                                                                             | Singly bez alb |
| "Do It Right" (feat. Tkay Maidza)                                                       | 2016 | 48 | 56 | 72 | 69 | 41 | —  | —  | —  | 97  | —  | - SNEP: Gold - BPI: Gold                                                                                               | Singly bez alb |
| "Places" (feat. Ina Wroldsen)                                                           | 2016 | 56 | —  | 72 | 43 | 44 | —  | —  | —  | 27  | —  | - SNEP: Gold - BPI: 2× Platinum                                                                                        | Singly bez alb |
| "All Stars" (feat. Alma)                                                                | 2017 | 11 | —  | 24 | 11 | 33 | —  | —  | 94 | 83  | —  | - SNEP: Diamond - BPI: Silver - BEA: Gold - BVMI: Gold - FIMI: Gold                                                    | Singly bez alb |
| "My Love"                                                                               | 2018 | 74 | —  | —  | 52 | —  | —  | —  | —  | —   | —  | | Singly bez alb |
| "All Day and Night" (s Jax Jones a Madison Beer)                                        | 2019 | 82 | —  | —  | 52 | 85 | —  | 79 | 85 | 10  | —  | - SNEP: Gold - BPI: Platinum - BVMI: Gold                                                                              | Snacks         |
| "Thing for You" (s David Guetta)                                                        | 2019 | —  | —  | —  | 66 | —  | —  | —  | —  | 89  | —  | | Singly bez alb |
| "Juliet & Romeo" (s Roy Woods)                                                          | 2019 | —  | —  | —  | 69 | —  | —  | —  | —  | 51  | —  | - BPI: Gold | Singly bez alb |
| "Tequila" (s Jax Jones a Raye)                                                          | 2020 | —  | —  | —  | —  | —  | —  | —  | —  | 21  | —  | - BPI: Silver | Europa         |
| "No Lie" (s Michael Calfan)                                                             | 2020 | —  | —  | —  | —  | —  | —  | —  | —  | —   | —  | | Singly bez alb |
| "Lonely Heart" (s Jax Jones a Gracey)                                                   | 2022 | —  | —  | —  | —  | —  | —  | —  | —  | 71  | —  | | Singly bez alb |
| "Allo Allo" (s Raphaella)                                                               | 2023 | —  | —  | —  | —  | —  | —  | —  | —  | —   | —  | | Back to Life   |
| "I Don't Wanna Work" (se Stefflon Don)                                                  | 2023 | —  | —  | —  | —  | —  | —  | —  | —  | —   | —  | | Back to Life   |
| "—" značí, že se nahrávka neumístila v hitparádách nebo v tomto území ani nebyla vydána |      |    |    |    |    |    |    |    |    |     |    | |                |

### Jako vedlejší umělec
| Název                                                 | Rok  | Album         |
| ----------------------------------------------------- | ---- | ------------- |
| "1234" (Laidback Luke feat. Chuckie a Martin Solveig) | 2012 | Singl bez alb |